# Casalini (Cisternino)
Casalini è una frazione di Cisternino, in provincia di Brindisi.

## Geografia fisica
La località dista circa 4 km dal comune capoluogo e sorge sulla strada provinciale 17 verso Ostuni, e si estende a raggiera dalla strada principale (Via Brindisi). Attorno all'abitato sorgono dei piccoli casali quali Panza, Masseria Piccola, Capitolo, Termetrio, Padulamenta e La Specchia.

## Storia
Si pensa che il nome Casalini abbia origine dai vari casali presenti nel circondario dell'attuale centro storico ove sorgeva un grande casale.

## Manifestazione
La seconda domenica del mese di Luglio si svolge annualmente la Festa del Sacro Cuore, con Triduo nell'antica chiesetta del Paese e Processione per le vie dello stesso.
Nel mese di settembre si svolge annualmente, dal 1985, la sagra dell'uva.